# Quick Manufacturing Company
Die Quick Manufacturing Company war ein kurzlebiger US-amerikanischer Automobilhersteller.

## Beschreibung
Das Unternehmen war in den 1890er Jahren gegründet worden zur Herstellung verschiedener von H.M. Quick entwickelter Produkte. Dazu gehörten das „Quick“-Fahrrad, ein Benzinmotor und eine patentierte Lenkung. Partner bei der Unternehmensgründung waren E.M. Rodrock und R.E. Horton.
Seine ersten Räumlichkeiten bezog das Unternehmen an Broadway 96 in Paterson (New Jersey). Es scheint, dass der Motor des „Quick“-Automobils nicht von H.M. Quick, sondern von einem F.A. Phelps, jr. entwickelt worden war. Dies war ein kleiner Zweizylindermotor von etwa 4 PS Leistung, der an die bekannte Konstruktion von De Dion-Bouton angelehnt war.
Anfang 1900 folgte ein Umzug zur Washington Street 52 in Paterson. Bereits im Mai 1900 belegte die Firma Oliver Street 3, 5 und 7 in Newark (New Jersey). Im Herbst 1900 geriet das völlig überschuldete Unternehmen in Insolvenz und wurde im Oktober von Geschäftsleuten um Philo E. Remington (1869–1937) übernommen. Im Nachgang zu diesem Verkauf kam es zu einem Betrugsprozess mit unbekanntem Ausgang.
Die Produktionsanlagen wurden demontiert und nach Ilion (New York) gebracht. Der Quick wurde leicht überarbeitet und als Remington mit einem neuen Vierzylindermotor angeboten, der einen unüblichen Anlasser hatte, der mit Azetylen oder Wasserstoff funktionierte.
Eingegangene Bestellungen für den Quick wurden von der Remington Automobile & Motor Company ausgeführt.